# Roxana Anghel
Roxana-Iuliana Anghel, född 1 januari 1998, är en rumänsk roddare.

## Karriär
I juni 2019 vid EM i Luzern var Anghel en del av Rumäniens lag som tog guld i åtta med styrman. I juli 2021 tävlade Anghel för Rumänien vid OS i Tokyo, där hon slutade på nionde plats tillsammans med Mădălina Hegheș, Elena Logofătu och Cristina Popescu i fyra utan styrman.
I maj 2023 vid EM i Bled tog Anghel guld tillsammans med Ioana Vrînceanu i tvåa utan styrman. Hon var även en del av Rumäniens lag som tog guld i åtta med styrman. I september 2023 vid VM i Belgrad tog Anghel brons tillsammans med Ioana Vrînceanu i tvåa utan styrman. Hon var även en del av Rumäniens lag som tog guld i åtta med styrman.
I april 2024 vid EM i Szeged tog Anghel guld tillsammans med Ioana Vrînceanu i tvåa utan styrman. Hon var även en del av Rumäniens lag som tog guld i åtta med styrman.